# 아치 리노
아치 제임스 빌(영어: Archie James Beale, 1997년 11월 22일 ~ )은 예명 아치 리노(Archie Renaux)로 잘 알려진 잉글랜드의 배우이다.